# Port-Martin
Port-Martin est la première base scientifique française établie en Antarctique en janvier 1950 à l'occasion de la troisième expédition antarctique française en terre Adélie organisée par les Expéditions polaires françaises. Occupée pendant deux hivernages successifs (1950 et 1951), elle est détruite par un incendie en janvier 1952, ce qui conduit à son évacuation.

## Toponymie
Le nom de la base honore la mémoire de l'explorateur polaire J.-A. Martin, l'un des instigateurs, avec Robert Pommier et Yves Vallette, du retour de la France en terre Adélie en 1950, après le voyage de découverte fait par Jules Dumont d'Urville en 1840. Trois mois avant l'établissement de la base, J.-A. Martin avait succombé à une hémorragie cérébrale à bord du Commandant Charcot au large du Cap,.

## Histoire

### Établissement de la base
Le 18 janvier 1950, le Commandant Charcot, ex USS Lancewood, avec à son bord les membres de la troisième expédition antarctique française en terre Adélie (TA 3), mouille au fond d'une baie semée de « récifs noirs et sinistres ».
La décision d'une installation est faite le lendemain en tirant profit de l'existence d'un petit port naturel rocheux bien abrité. Au matin du 20 janvier 1950, 110 ans jour pour jour après la découverte de la terre Adélie par Dumont d'Urville, sont débarquées 200 tonnes de matériel, nourriture et carburant nécessaires à l'établissement d'une base et à la survie de onze hommes pendant un an. Vingt-huit chiens « esquimaux » leur tiendront compagnie.
Après plusieurs jours de travail gêné par un très fort vent qui contraint même pour un temps le Commandant Charcot à dérader en abandonnant sous tente une vingtaine d'hommes à terre, les premiers éléments d'une « baraque » peuvent être assemblés. Le débarquement se termine le 2 février au soir, la station est inaugurée le lendemain et le bateau réappareille le 8 février, laissant derrière lui les onze membres de TA 3.

### Hivernage 1950 (mission TA 3)
Au cours de ce premier hivernage placé sous la direction d'André-Frank Liotard, le programme scientifique concerne la météorologie, l'hydrographie, la sismologie, l'étude des aurores australes et de l'ionosphère, et la biologie animale. Mais c'est la géodésie et la cartographie qui occupent bien sûr une place prépondérante dans ce secteur inexploré de l'Antarctique.
En octobre a lieu un raid en traîneaux vers l'archipel de Pointe-Géologie, à 65 km plus à l'ouest, où se trouve le petit îlot sur lequel l'expédition de Dumont d'Urville avait pris pied. Une importante rookerie de manchots empereurs est découverte à proximité. Un autre raid a pour but le cap Denison, à 60 km à l'est de Port-Martin, où Douglas Mawson avait établi les quartiers de son expédition de 1911-1914. Sur un autre itinéraire à 80 km à l'intérieur du continent, un groupe de trois hommes parvient à la limite ouest de la Terre-Adélie, et pénètre même de 5 km en terre de Wilkes (secteur revendiqué par l'Australie).
L'expédition TA 3, si elle a continué à utiliser des chiens de traîneaux, est la première des Expéditions polaires françaises à avoir fait usage de chenillettes Weasel.
Composition de l'équipe d'hivernage : André-Frank Liotard, chef d'expédition ; Henri Boujon, météorologue ; René Gros et Maurice Harders : radio ; Mario Marret, radio, électricien, chargé des sondages ionosphériques et cinéaste ; André Paget, chargé des constructions ; Robert Pommier, chargé des chiens, des traîneaux et de la photographie ; Jean Sapin-Jaloustre, chirurgien et biologiste ; Georges Schwartz, intendant ; François Tabuteau, hydrographie et sismologie ; Yves Vallette, topographe.

### Hivernage 1951 (mission TA 4)
Le 9 janvier 1951, le Commandant Charcot est de retour à Port-Martin, avec à son bord l'expédition TA 4 dirigée par Michel Barré : à quinze nouveaux arrivants s'ajoutent deux anciens de TA 3 volontaires pour un second hivernage. Après le débarquement de 250 tonnes de matériel effectué en un temps record grâce à un temps relativement clément, le bateau quitte le 28 janvier les 17 hivernants.
Aux disciplines scientifiques précédemment citées pour l'expédition TA 3 s'ajoutent à présent l'étude de l'électricité atmosphérique, le géomagnétisme et la glaciologie. En juin, au cœur de l'hiver austral, un raid chenillé est organisé vers Pointe-Géologie. On y envisage en effet l'année suivante l'implantation d'une base annexe, d'autant plus que le site semble bien moins venté que celui de Port-Martin. Il faut dix jours aux deux Weasel du raid pour effectuer l'aller-retour de 150 km sur la glace de mer, dans des conditions parfois effroyables. En novembre et décembre ont lieu deux raids chenillés mettant le cap jusqu'à 300 km au sud : une prospection par sismique réflexion permet de déterminer l'épaisseur de la calotte antarctique en différents endroits. Un raid à traîneaux est également effectué en décembre en suivant vers l'ouest la côte sur près de 200 km, mais en restant sur le plateau, à une trentaine de kilomètres de la mer. Le but est de cartographier la zone du cap Pépin, repéré en 1840 par Dumont d'Urville, mais qui s'avèrera se réduire à un maigre rocher.
Composition de l'équipe d'hivernage : Michel Barré, électricité atmosphérique (chef d'expédition) ; Bertrand Imbert, sismologie et hydrographie (second de l'expédition) ; Jean Bouquin, sondages ionosphériques ; Jean Cendron, chirurgien et biologiste ; Raoul Desprez, cuisinier ; René Dova, mécanicien ; Jacques Dubois, services techniques et transports mécaniques ; Roger Kirschner, cinéaste et photographe ; Robert Le Quinio, météorologue ; Fritz Loewe (en), glaciologue ; R.P. Pierre-Noël Mayaud, géomagnéticien ; Paul Perroud, géodésien ; André Prud'homme, météorologue ; Paul Rateau, électricien et radio ; Georges Schwartz (ex TA 3), chargé des chiens et des traîneaux ; François Tabuteau (ex TA 3), hydrographie ; Claude Tisserand, radio.

### Mission TA 5
Les expéditions en terre Adélie semblent presque maintenant relever de la routine : c'est le Tottan, un baleinier norvégien, qui arrive cette fois le 14 janvier 1952 avec la mission de relève TA 5 dirigée par René Garcia. Le lendemain au soir, le débarquement est terminé, et le bateau appareille un jour plus tard pour Pointe-Géologie où quatre hommes (dont Mario Marret, un ancien de l'expédition TA 3) doivent hiverner dans une base annexe qu'il reste à construire de toutes pièces sur l'île des Pétrels.
Les passations de consignes entre les deux missions vont bon train, le Tottan revient promptement de Pointe-Géologie le 22 janvier, et l'expédition TA 4 se prépare à embarquer, lorsque survient la catastrophe : à 3 h 20 du matin, le 23 janvier 1952, la base prend feu et le bâtiment principal est complètement détruit en une heure de temps, les flammes étant attisées par un vent soufflant en rafales. L'origine de l'incendie reste inconnue. Il semble que le feu ait pris au niveau de l'atelier, peut-être en raison d'un court-circuit dans un alternateur, d'une fuite de gazole, d'un mauvais contact sur un fusible, ou encore d'une escarbille du poêle à charbon de la « baraque » qui serait retombée sur le toit de l'atelier.
Tout hivernage à Port-Martin étant désormais impossible, Garcia fait rembarquer le jour même sur le Tottan la totalité de son expédition, ainsi que du matériel qui pourrait être utile à la nouvelle base de Pointe-Géologie, où le bateau fait escale le lendemain. L'équipe Marret, qui ne devait normalement compter que quatre hommes, se voit rejointe par trois volontaires de l'équipe Garcia. L'expédition TA 5 se réduit donc à sept personnes, et Marret en prend logiquement la tête. Le Tottan lève alors l'ancre sans tarder pour rallier la Tasmanie.

## Postérité
- Depuis 1983, Port-Martin figure dans la liste des sites et monuments historiques de l'Antarctique (SMH no 46). Le bâtiment principal a été complètement détruit par l'incendie, mais la plupart des bâtiments annexes subsistent : abri refuge, abri météo, dépôts de vivres et de charbon, etc.

- Port-Martin a fait l'objet de deux timbres émis par le service postal des Terres australes et antarctiques françaises :
  - no 112 (1985) : 2,20 F (brun-olive, bleu et bleu-gris) ;
  - no 224 (1997) : 1 F (bleu, rouge et noir), pour le 50e anniversaire de la fondation des Expéditions polaires françaises.

- Une zone spécialement protégée de l'Antarctique (ZSPA/ASPA-166) a été définie en 2006 pour sauvegarder les vestiges du bâtiment principal et des annexes. Depuis lors, seules des visites limitées de quelques heures ont eu lieu. Comme Port-Martin n'a eu qu'une courte phase opérationnelle, ces vestiges sont une parfaite illustration de ce qu’était une base en Antarctique dans l'immédiat après-guerre. Il s'agit finalement d'un site historique, mais aussi d'un champ archéologique original.

- En février 2020, à l’initiative de l'Institut polaire français Paul-Émile-Victor (IPEV), le nom de Michel Rocard a été proposé pour baptiser une baie sans toponyme située immédiatement à l'est de l'ancienne base française. Le 20 novembre 2021, le préfet Charles Giusti, administrateur supérieur des TAAF, et Jérôme Chappellaz, directeur de l’IPEV, ont inauguré une plaque commémorative en face de la baie. Est ainsi reconnu le rôle majeur joué par l'ancien premier ministre afin d'initier le protocole de Madrid, signé en octobre 1991 et désignant l'Antarctique comme « réserve naturelle consacrée à la paix et à la science[20] ».